# Acacia trigona
Acacia trigona é uma espécie de leguminosa do gênero Acacia, pertencente à família Fabaceae.